# Château des Aulnays
Le château des Aulnays est situé sur la commune du Torcé-en-Vallée dans le département de la Sarthe.

## Histoire
Son origine date du XIe siècle. Édifié par Albéric Ier de Montmorency, connétable sous Henri Ier, le château était un bâtiment à vocation guerrière.
La présence d'une douve avec une île pourrait attester de la première implantation médiévale.
Gravement endommagé par les Anglais, il fut rebâti aux XIVe et XVe siècles, puis abandonné. En 2015 il est acquis par un propriétaire privé pour le rénover en vue d'en faire un gîte et un lieu de séminaires et concerts musicaux.

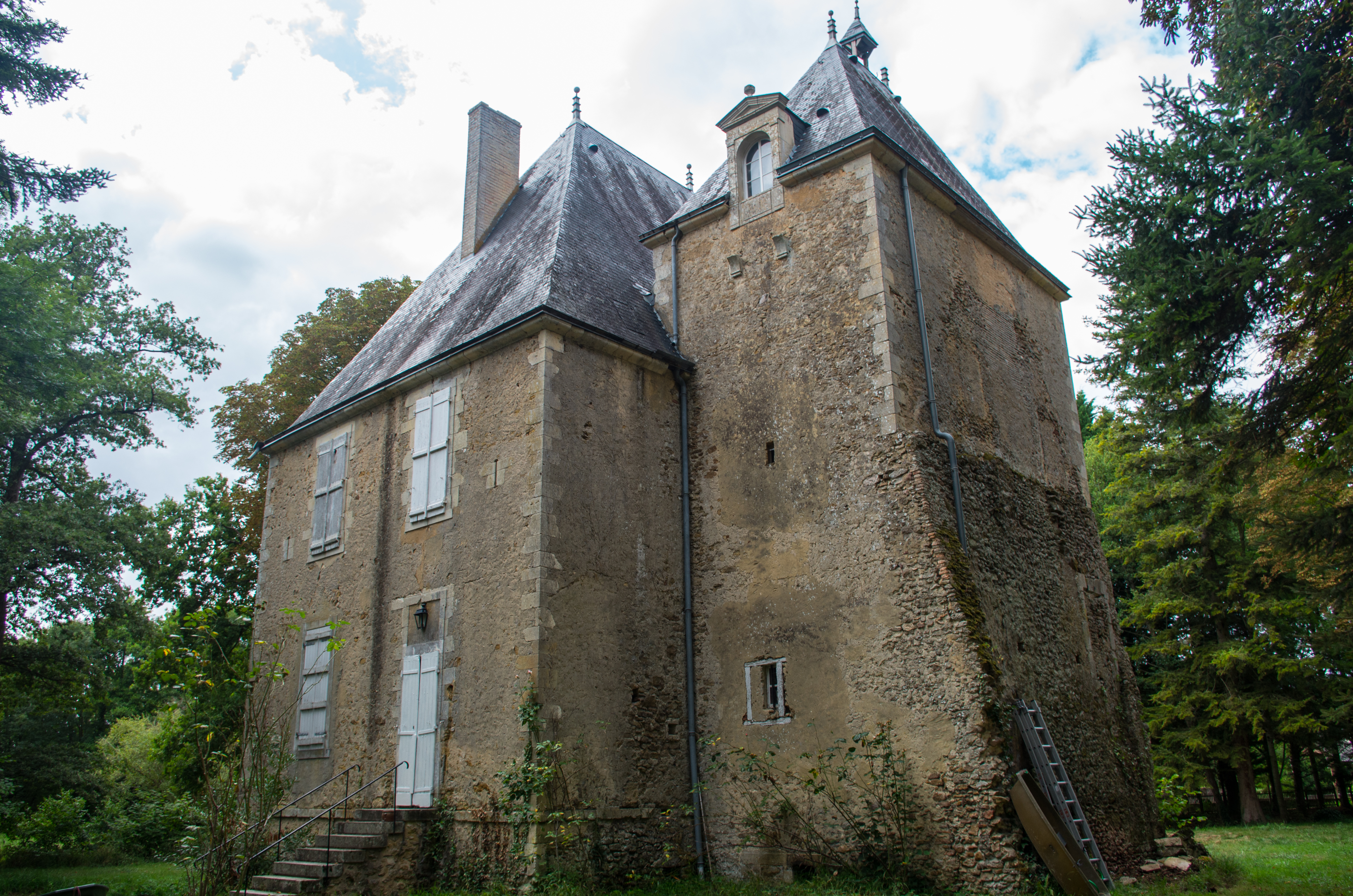
Façade arrière du château des Aulnays
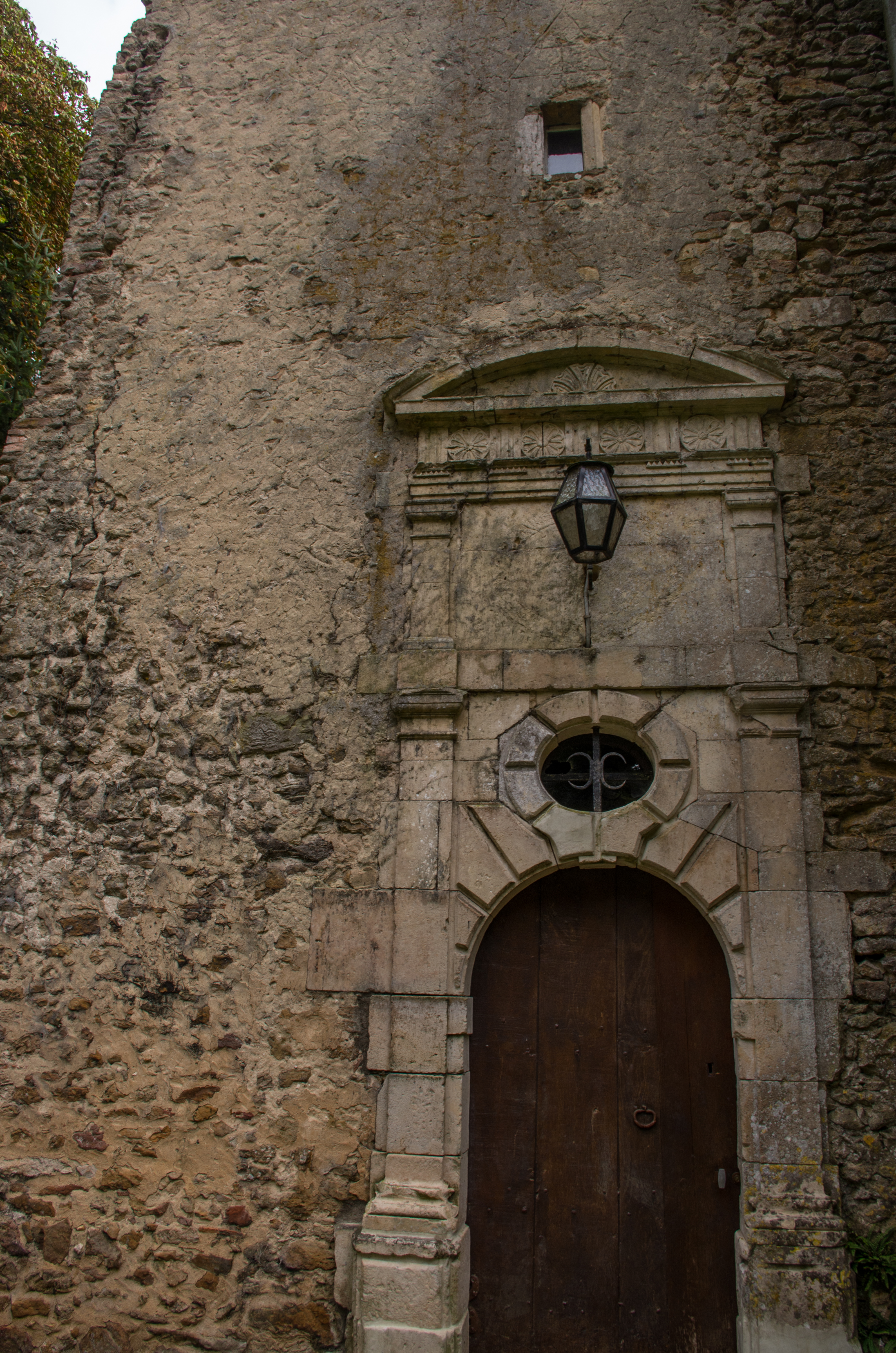
Portail principal du château des Aulnays (datation du triangle surmontant la fenêtre inconnue).